# Черкесовський
Черкесовський (рос. Черкесовский) — хутір у Новоаннінському районі Волгоградської області Російської Федерації.
Населення становить 1545  осіб. Входить до складу муніципального утворення Черкесовське сільське поселення.

## Історія
Хутір розташований у межах українського історичного та культурного регіону Жовтий Клин.
Згідно із законом від 21 грудня 2004 року № 970-ОД органом місцевого самоврядування є Черкесовське сільське поселення.

## Населення
| 1959 | 2010  |
| ---- | ----- |
| 2789 | ↘1545 |